# رامون دي كليمنت
رامون دي كليمنت (بالإنجليزية: Ramon di Clemente)‏ هو مجدف جنوب أفريقي، ولد في 2 مايو 1975 في جوهانسبرغ في جنوب أفريقيا.

## وصلات خارجية
- رامون دي كليمنت على موقع الاتحاد الدولي للتجديف (الإنجليزية)
- رامون دي كليمنت على موقع اللجنة الأولمبية الدولية (الإنجليزية)
- رامون دي كليمنت على موقع أوليمبيديا (الإنجليزية)